# Закони про флот (Німеччина)
Закони про флот (нім. Flottengesetze) - п'ять законів, ухвалених у Німецькій імперії у 1898, 1900, 1906, 1908, та 1912 роках. Ці акти, які мали значну підтримку з боку Вільгельма ІІ та його військово-морського міністра, гросс-адмірала Альфреда фон Тірпіца, зобов'язали Німеччину сформувати військово-морські сили, спроможні протистояти  Королівському флоту Великої Британії.
Закони визначали структуру флоту за класами кораблів та їх кількістю, а також ліміти коштів на їх побудову. 
Другий закон про флот (1900) року продемонстрував, що німецький флот може становити загрозу Великій Британії. Під час Другої англо-бурської війни (1899–1902), німці симпатизували бурам, яких розглядали як культурно близький народ. У січні 1900 року британські крейсери під час патрулювання затримали три німецьких поштових пароплави поблизу узбережжя африки та обшукали їх на предмет перевезення військових матеріалів бурам. Попри те, що британці швидко принесли вибачення, подія викликала обурення у Німеччині. Тірпіц, скориставшись суспільними настроями та провів через Рейхстаг новий морський закон, який був ухвалений 14 червня за значної підтримки.  Закон передбачав збільшення флоту майже у два рази, з 19 до 38 лінійних кораблів, двох флагманів та чотирьох ескадр по 8 лінкорів, та чотири резервних лінкори мали бути побудовані за 17 років, з 1901 до 1917.  Цей закон демонстрував не лише прагнення Німеччини отримати повноцінний військовий флот замість фактично обмежених морських сил для берегової оборони, але й набуття статусу другої за силою військово-морської держави. Було  очевидно, що головним потенційним противником цього збільшеного флоту стане саме Королівський флот.